# Cruriraja hulleyi
Cruriraja hulleyi is een vissensoort uit de familie van de Gurgesiellidae. De wetenschappelijke naam van de soort is voor het eerst geldig gepubliceerd in 2010 door Aschliman, Ebert & Compagno.